# Скударь, Георгий Маркович
Георгий Маркович Скударь (род. 18 июля 1942) — президент акционерного общества «Новокраматорский машиностроительный завод», народный депутат Украины. Заслуженный машиностроитель Украины (1994). Герой Украины (1999). Кандидат экономических наук (1997), доктор экономических наук (2001).

## Биография
Родился 18 июля 1942 года в г. Оловянная Читинской области в семье военнослужащего из Мариуполя.
В 1960 году окончил Ждановский (Мариупольский) металлургический техникум и был направлен на работу на Новокраматорский машиностроительный завод (НКМЗ) имени В. И. Ленина в г. Краматорск. Работать начал подручным кузнеца, а через два месяца был переведен на должность инженера-технолога.
В 1961−1964 годах служил в Вооруженных силах СССР. После службы в армии возвратился на завод, где работал контрольным мастером, начальником участка ОТК.
В 1971 году окончил вечернее отделение Краматорского индустриального института по специальности "Машины и технология обработки металлов давлением". Его дальнейшая деятельность на заводе продолжалась в качестве заместителя начальника кузнечно-прессового цеха, заместителя главного металлурга, начальника цеха.
В 1988 году трудящиеся НКМЗ на конкурсной основе избрали Г. М. Скударя генеральным директором, а в 1994 году председателем правления акционерного общества − генеральным директором НКМЗ.
В мае 2002 года на собрании акционеров АО НКМЗ его единогласно избрали президентом акционерного общества.
Г. М. Скударь дважды — в 1994 и 1998 годах — избирался депутатом Донецкого областного Совета и трижды — в 2002, 2006 и 2007 годах — народным депутатом Украины. Член Партии регионов (№12 в избирательном списке 2007 года).

## Награды и звания
- Герой Украины (с вручением ордена Державы; 23.09.1999 — за выдающиеся личные заслуги перед Украинским государством в развитии машиностроения).
- Награждён орденом «За заслуги» III степени (1998), орденом «За заслуги» II степени (1999), орденом «За заслуги» I степени (2012)[2], медалью «За доблестный труд» (1984).
- «Ветеран труда НКМЗ» (1987).
- «Заслуженный машиностроитель Украины» (1994).
- "Почетный новокраматорец (1998).
- В 2000 году удостоен премии В. И. Вернадского и личной золотой медали за особые достижения в защите отечественного производителя.